# The Springfields
The Springfields — британський поп-фолк гурт. Утворений 1960 року під назвою Tom & Dusty Springfield. До початкового складу групи входили: Том О'Брайн (Tom O'Brien), 2 липня 1934, Хемпстед, Велика Британія — вокал, автор пісень та його сестра Мері О'Брайн (Mary O'Brien), 16 квітня 1939, Хемпстед, Велика Британія — гітара, вокал.
Коли до цього дуету приєднався Тім Філд (Tim Field), тріо змінило назву на Springfields. Через рік гурт здобув велику популярність у Британії. їхні сингли «Island Of Dreams» (1982) та «Say I Wont Be There» (1963) дійшли до британського Top 5. Після виходу зі складу Springfields Філда його місце зайняв Майк Лонгрерст-Пікуорт (Mike Longhurst-Pickworth), який взяв собі псевдонім Майк Херст (Mike Hurst). У цьому складі гурт здобув популярність за океаном кантрі-стандартом «Silver Threads & Golden Needls». Однак у Британії ця пісня не зайняла високої позиції, а у США цей сингл було продано тиражем у мільйон примірників, але він виявився єдиним великим американським хітом гурту, який розпався 1963 року. Його учасники розпочали сольні кар'єри: Дасті Спрингфілд (Мері О'Брайн) незабаром здобула звання найкращої британської вокалістки. Том продовжив працю як композитор, а Майк став відомим продюсером, співпрацюючи з таким виконавцем як Кет Стевенс.

## Дискографія
- 1962: Silver Threads & Golden Needles
- 1963: Folk Songs From The Hills
- 1963: Kinda Folksy
- 1966: The Springfields Story

| Валторна | Це незавершена стаття про музичний колектив. Ви можете допомогти проєкту, виправивши або дописавши її. |